# Svante Cronsioe
Svante Ulrik Cronsioe (stavade även namnet Cronsjoe), född 23 oktober 1813 i Hällestads socken, Skåne, död 25 november 1881 i Saint Paul, Minnesota, var en svenskamerikansk tidningsredaktör.
Cronsioe var son till ryttmästaren vid Skånska husarregementet Hans Ludvig Cronsioe. Han flyttade med modern till Ystad 1831, därefter till Lund och kom 1839 till Linköping.
Han arbetade som konstförvant i Linköping och kom 1843 till Jönköping, där han 1847 blev faktor vid Sandvallska tryckeriet. Därifrån flyttade han 1847 till Göteborg där han tillsammans med bokhandlaren Nathan Jacob Gumpert grundade tryckeriet N. J. Gumpert & co. 1849 beviljades han burskap för att bedriva minuthandel. 1850-1851 utgav han tidningen Göteborgs nya handels- och sjöfartstidning och därefter 1851 tidningen Skarpskytten, men hade ingen större framgång med tidningarna. Kort därefter emigrerade Cronsioe till USA. 1853 återvände han till Sverige där han utgav en handbok för emigranter, men återvände snart till Chicago i USA. 1856 flyttade han till Galva och blev där redaktör för Den swenske republikanen i Norra Amerika. Tidningen ägdes av Bishop Hill-kolonin men frigjordes från denna då redaktionen 1857 flyttades till Chicago. Kort därefter köpte Cronsioe tidningen. Framgångar uteblev och redan 1858 tvingades han lägga ned den. Därefter är hans leverne okänt; enligt uppgifter skall han ha deltagit i nordamerikanska inbördeskriget men senare arbetat som liv- och brandförsäkringsagent i Chicago, samtidigt som han bättrade på sina inkomster genom att åta sig översättningsarbeten. Under den här tiden verkade han även som politisk agitator.
1871-1873 var han åter journalist, denna gång först för Svenska monitoren och sedan för Svenska nybyggaren i Saint Paul, Minnesota. Den sistnämnda tidningen var ett politiskt organ för det liberala republikanska partiet och Horace Greeley. Därefter övergav Cronsioe på nytt journalistiken.